# Copa Panamericana de Hockey sobre césped masculino de 2022
La VI Copa Panamericana de Hockey sobre césped masculino de 2022 se disputó en Santiago de Chile, entre el 20 y el 30 de enero de 2022.
Estaba previsto que se celebrara junto con el torneo femenino del 7 al 22 de agosto de 2021 en Tacarigua, Trinidad y Tobago. Sin embargo, tras el aplazamiento de los Juegos Olímpicos de Verano de 2020 debido a la pandemia de COVID-19, el torneo se reprogramó. El 4 de septiembre de 2020 Trinidad y Tobago se retiró de la organización del torneo. En noviembre de 2020, la Federación Panamericana de Hockey anunció que la copa se celebraría del 20 al 30 de enero de 2022 en Santiago de Chile.
Argentina fue el campeón defensor, habiendo ganado la edición de 2017.  Revalidó su título por cuarta vez al derrotar al anfitrión Chile por 5-1 en la final. Como finalistas, ambos equipos se clasificaron para la Copa Mundial 

## Clasificación
Los seis mejores equipos de la Copa Panamericana anterior, el anfitrión en caso de no haber clasificado antes y el ganador del Desafío Panamericano 2021 clasificaron al torneo.
| Fechas                                  | Evento                    | Ubicación                 | Plazas | Clasificado(s)                                                 |
| --------------------------------------- | ------------------------- | ------------------------- | ------ | -------------------------------------------------------------- |
|                                         | Anfitrión                 |                           | 0      |                                                                |
| 4–12 de agosto de 2017                  | Copa Panamericana 2017    | Lancaster, Estados Unidos | 6      | Argentina Canadá Estados Unidos Trinidad y Tobago Brasil Chile |
| 26 de septiembre – 2 de octubre de 2021 | Desafío Panamericano 2021 | Lima, Perú                | 1      | México Perú                                                    |
| Total                                   | Total                     | Total                     | 7      |                                                                |

Perú se retiró antes del torneo, debido a varias pruebas positivas de COVID-19 en su equipo.
Chile ya clasificó al finalizar entre los seis mejores de la Copa Panamericana de 2017, por lo tanto se suprimió la plaza como anfitrión y se añadió una en el Desafío Panamericano 2021.

## Fase de grupos
Hora local (UTC−4).

### Grupo A
| Pos. | Equipo    | Pts. | PJ | G | E | P | GF | GC | Dif. | Clasificación |
| ---- | --------- | ---- | -- | - | - | - | -- | -- | ---- | ------------- |
| 1    | Argentina | 6    | 2  | 2 | 0 | 0 | 13 | 2  | +11  | Semifinales   |
| 2    | Chile     | 3    | 2  | 1 | 0 | 1 | 7  | 3  | +4   | Cruces        |
| 3    | Brasil    | 0    | 2  | 0 | 0 | 2 | 0  | 15 | −15  | Cruces        |
| 4    | Perú      | 0    | 0  | 0 | 0 | 0 | 0  | 0  | 0    | Abandono      |

 Fuente: FIH
Criterios de clasificación: 1) puntos; 2) partidos ganados; 3) diferencia de gol; 4) goles a favor; 5) empates; 6) goles de campo.
Notas:
1. ↑  Perú abandonó antes del inicio del torneo.[7]

| 20 de enero de 2022 | Argentina | 10–0 | Brasil |  |  |
| 18:30               | Casella FG' (4), FG' (24), FG' (29), PS' (43) · Tolini PC' (9) · Martínez FG' (20) · Della Torre PC' (26) · Domene FG' (28) · Tarazona PC' (35) · Bugallo FG' (59) |      |        |  |  |

| 22 de enero de 2022 | Chile                               | 2–3 | Argentina |  |  |
| 18:30               | Becerra PC' (4) · Contardo FG' (19) |     |           |  |  |

| 24 de enero de 2022 | Brasil | 0–5 | Chile                                                                             |  |  |
| 18:30               |        |     | Contardo FG' (4) · Enos FG' (11) · Hurtardo FG' (20) · Amoroso PC' (30), PC' (42) |  |  |

### Grupo B
| Pos. | Equipo            | Pts. | PJ | G | E | P | GF | GC | Dif. | Clasificación |
| ---- | ----------------- | ---- | -- | - | - | - | -- | -- | ---- | ------------- |
| 1    | Estados Unidos    | 9    | 3  | 3 | 0 | 0 | 13 | 5  | +8   | Semifinales   |
| 2    | Canadá            | 6    | 3  | 2 | 0 | 1 | 17 | 5  | +12  | Cruces        |
| 3    | México            | 3    | 3  | 1 | 0 | 2 | 6  | 20 | −14  | Cruces        |
| 4    | Trinidad y Tobago | 0    | 3  | 0 | 0 | 3 | 7  | 13 | −6   |               |

 Fuente: FIH
Criterios de clasificación: 1) puntos; 2) partidos ganados; 3) diferencia de gol; 4) goles a favor; 5) empates; 6) goles de campo.
| 20 de enero de 2022 | Canadá | 11–1 | México              |  |  |
| 14:00               | Van Son FG' (11), FG' (44) · Johnston PC' (17), PC' (33), PS' (48) · Boothroyd FG' (19) · Pereira FG' (22) · Scholfield FG' (26) · Kirkpatrick PC' (40) · Sarmento FG' (40) · Guraliuk FG' (55) |      | J. Aguilar PC' (52) |  |  |

| 20 de enero de 2022 | Estados Unidos                                                             | 4–3 | Trinidad y Tobago                                         |  |  |
| 16:15               | K. Kaeppeler FG' (12) · Heller FG' (42) · A. Kaeppeler PC' (45+), PS' (54) |     | Vieiera FG' (15) · Ta. Marcano PS' (44) · Daniel FG' (45) |  |  |

| 22 de enero de 2022 | México                                                | 4–2 | Trinidad y Tobago                      |  |  |
| 14:00               | Gómez FG' (6), FG' (37), FG' (56) · González FG' (59) |     | Te. Marcano PC' (16) · Daniel FG' (60) |  |  |

| 22 de enero de 2022 | Estados Unidos                        | 2–1 | Canadá            |  |  |
| 16:15               | Heldens FG' (27) · Kokolakis FG' (50) |     | Johnston PC' (51) |  |  |

| 24 de enero de 2022 | Canadá                                                                        | 5–2 | Trinidad y Tobago            |  |  |
| 14:00               | Scholfield FG' (5) · Johnston PC' (12), PC' (36), PS' (44) · Barnett FG' (40) |     | Toussaint FG' (17), FG' (26) |  |  |

| 24 de enero de 2022 | México     | 1–7 | Estados Unidos |  |  |
| 16:15               | F. Aguilar |     | Montilla FG' (26), PC' (39) · K. Kaeppeler PC' (42), FG' (55) · De Angelis FG' (48) · Kokolakis FG' (48) · Heller FG' (50) |  |  |

## Segunda fase
|  | Clasif. a semifinales | Clasif. a semifinales | Clasif. a semifinales |        |                | Semifinales    | Semifinales | Semifinales |  |           | Final     | Final | Final |  |
|  |                       |                       |                       |        |                |                |             |             |  |           |           |       |       |  |
|  |                       |                       |                       |        |                |                |             |             |  |           |           |       |       |  |
|  |                       |                       |                       |        |                |                |             |             |  |           |           |       |       |  |
|  |                       |                       |                       |        |                |                |             |             |  |           |           |       |       |  |
|  |                       |                       |                       |        |                |                |             |             |  |           |           |       |       |  |
|  |                       | Argentina             | Argentina             | 5      |                |                |             |             |  |           |           |       |       |  |
|  |                       |                       |                       | 5      |                |                |             |             |  |           |           |       |       |  |
|  |                       |                       | Canadá                | Canadá | 2              |                |             |             |  |           |           |       |       |  |
|  | Canadá                | Canadá                | Canadá                | Canadá | 2              | 4              |             |             |  |           |           |       |       |  |
|  | Canadá                | Canadá                |                       |        |                |                |             |             |  |           |           |       |       |  |
|  | Brasil                | Brasil                | 0                     |        |                |                |             |             |  |           |           |       |       |  |
|  | Brasil                | Brasil                | 0                     |        |                |                |             |             |  | Argentina | Argentina | 5     |       |  |
|  |                       |                       |                       |        |                |                |             |             |  | Argentina | Argentina | 5     |       |  |
|  |                       |                       | Chile                 | Chile  | 1              |                |             |             |  |           |           |       |       |  |
|  | Chile                 | Chile                 | Chile                 | Chile  | 1              | 3              |             |             |  |           |           |       |       |  |
|  | Chile                 | Chile                 |                       |        |                |                |             |             |  |           |           |       |       |  |
|  | México                | México                | 1                     |        |                |                |             |             |  |           |           |       |       |  |
|  | México                | México                | 1                     |        | Estados Unidos | Estados Unidos | 0 (1)       |             |  |           |           |       |       |  |
|  |                       |                       |                       |        | Estados Unidos | Estados Unidos | 0 (1)       |             |  |           |           |       |       |  |
|  |                       |                       | Chile                 | Chile  | 0 (3)          |                |             |             |  |           |           |       |       |  |
|  |                       |                       | Chile                 | Chile  | 0 (3)          |                |             |             |  |           |           |       |       |  |
|  |                       |                       |                       |        |                |                |             |             |  |           |           |       |       |  |
|  |                       |                       |                       |        |                |                |             |             |  |           |           |       |       |  |
|  |                       |                       |                       |        |                |                |             |             |  |           |           |       |       |  |
|  |                       |                       |                       |        |                |                |             |             |  |           |           |       |       |  |

### Clasificación a semifinales
| 26 de enero de 2022 | Canadá                                                              | 4–0 | Brasil |  |  |
| 17:00               | Johnston PS' (11), PC' (59) · Boothroyd FG' (28) · Pereira FG' (32) |     |        |  |  |

| 26 de enero de 2022 | Chile                                                    | 3–1 | México        |  |  |
| 19:30               | Amoroso PC' (36) · Hurtado FG' (40) · Maldonado PS' (59) |     | Sosa FG' (20) |  |  |

### Quinto y sexto lugar
| 28 de enero de 2022 | Brasil              | 1–4 | México                                                                        |  |  |
| 14:30               | Patrocínio FG' (48) |     | F. Aguilar PC' (28) · Castillo FG' (33) · González FG' (40) · Amador FG' (42) |  |  |

### Semifinales
| 28 de enero de 2022 | Argentina                                                                           | 5–2 | Canadá                               |  |  |
| 17:00               | Tolini PC' (20), PC' (40) · Fernandez FG' (41) · Domene FG' (52) · Casella PS' (60) |     | Noronha PC' (55) · Sarmento FG' (55) |  |  |

| 28 de enero de 2022 | Estados Unidos | 0–0 | Chile |  |  |
| 18:30               |                |     |       |  |  |

### Tercer y cuarto lugar
| 30 de enero de 2022 | Canadá                                                    | 3–1 | Estados Unidos   |  |  |
| 14:30               | Boothroyd FG' (34) · Johnston PC' (41) · Barnett FG' (44) |     | Heldens PC' (17) |  |  |

### Final
| 30 de enero de 2022 | Argentina                                                                            | 5–1 | Chile              |  |  |
| 17:00               | Tarazona FG' (33) · Casella FG' (34), FG' (60) · Tolini PC' (53) · Ferreiro FG' (56) |     | Fel. Renz PC' (41) |  |  |

## Posiciones finales
| Posición          | Equipo            |
| ----------------- | ----------------- |
| Medalla de oro    | Argentina         |
| Medalla de plata  | Chile             |
| Medalla de bronce | Canadá            |
| 4                 | Estados Unidos    |
| 5                 | México            |
| 6                 | Brasil            |
| 7                 | Trinidad y Tobago |

|  | Clasificados a Copa Mundial de Hockey Masculino de 2023 |